# Alberto Elías Beltrán
Alberto Elías Beltrán (25 de septiembre de 1971) es un político, abogado y funcionario mexicano. Fue el subprocurador jurídico y de Asuntos Internacionales. Estuvo como encargado del Despacho En suplencia del procurador general de la República, Hasta el 30 de noviembre de 2018.

## Trayectoria
Licenciado en Derecho por la Escuela Libre de Derecho, con trayectoria en la Administración Pública Federal, así como en instituciones de procuración de justicia.
En el ámbito privado, fungió como Subdirector Jurídico y de Litigio de diversas instituciones financieras.

### Procuraduría General de Justicia del Distrito Federal
También fue asesor en la Subprocuraduría Jurídica y de Derechos Humanos, así como en la Dirección General de Averiguaciones Previas de la Procuraduría General de Justicia del Distrito Federal.

### Secretaría de Hacienda y Crédito Público
En la Secretaría de Hacienda y Crédito Público de México se desempeñó director general Adjunto de Asuntos Normativos e Internacionales y de Procesos Legales en la Unidad de Inteligencia Financiera.

### Procuraduría General de la República
En la Procuraduría General de la República de México ocupó el cargo de director general Adjunto en la Unidad de Proyectos Estratégicos Sistémicos y de asesor en la Subprocuraduría Jurídica y de Asuntos Internacionales.

## Procurador general de la República
El día 16 de octubre de 2017 unas horas después de que renunciara Raúl Cervantes Andrade como el titular de la Procuraduría General de la República de México. Él siendo el subprocurador Jurídico y de Asuntos Internacionales de la Procuraduría General de la República asumió, por suplencia la Procuraduría General de la República de México, de acuerdo al marco jurídico institucional y legal, afirma la PGR.
A la fecha se le siguen varias carpetas de investigación relacionadas con hechos de corrupción